# Palaiargia rubropunctata
Palaiargia rubropunctata är en trollsländeart som först beskrevs av Selys 1878.  Palaiargia rubropunctata ingår i släktet Palaiargia och familjen dammflicksländor. Inga underarter finns listade i Catalogue of Life.